# 마크 베버
마크 베버(Mark Bevir, 1963년생)는 영국 역사철학자이다. 그는 버클리 캘리포니아 대학의 정치학 교수이자 영국 연구 센터 소장으로 현재 정치 이론과 철학, 공공 정책과 조직, 방법론에 대한 과정을 가르치고 있다. 그는 또한 United Nations University(MERIT) 거버넌스 대학원 교수이자 스완지 대학교 예술 및 인문학 대학의 특별 연구 교수이다.
베버는 철학, 역사 및 정치학 문헌을 광범위하게 출판했다. 그의 관심사는 앵글로폰, 대륙, 남아시아 사상, 특히 19세기와 20세기의 급진적, 사회주의적, 비판 이론 포함하여 다양하다.
베버는 루트비히 비트겐슈타인 및 도널드 데이비드슨과 같은 분석 철학자의 작업을 기반으로 하는 The Logic of the History of Ideas (1999)의 저자이다. 그의 접근 방식은 역사적 텍스트의 의미 회복에 초점을 맞추는 케임브리지 정치사상사 학파와 이해의 현상학에 관심을 갖는 해석학 이론가들을 직접적으로 반대하는 것이 아니라 보완하기 위한 것이다. 오히려 베버는 전통과 딜레마를 사용하여 신념과 보다 복잡한 의미망을 이해하는 데 의존하는 규범적 접근 방식의 아이디어를 소개한다.
베버는 2003년 논문에서 자신의 분산된 거버넌스 이론을 처음 발표했다. 나중에 그는 이론을 다양한 조직 유형과 공적 행동의 변화하는 특성 모두에 적용한 책 길이의 버전을 출판했다. 이 이론은 국가와 정치적 행동에 대한 특정한 설명을 발전시키기 위해 역사철학에 대한 베버의 초기 작업에 의존한다. 그것은 현대 국가가 분산되어 있고 본질이나 중심이 결여되어 있음을 암시한다. 그것은 정치적 행동이 사람들이 새로운 딜레마에 대응하기 위해 물려받은 전통에 의존할 때 도달하는 의미와 신념을 구현한다고 제안한다.